# デュラン・れい子
デュラン・れい子（デュラン・れいこ、1942年 - ）は、日本の作家、エッセイスト。東京生まれ。

## 人物・経歴
文化学院美術科卒。グラフィック・デザイナーからコピーライターに転向。当時珍しかった女性コピーライターとして博報堂で活動、受賞多数。
1976年、スウェーデン人と結婚。スウェーデン、オランダ、ブラジルに住む。
1977年、英国国際版画ビエンナーレでの銅賞受賞を機に、現代美術のアーチストとして活動するかたわら、欧米の芸術家を日本へ紹介する仕事を開始。
2002年、ひとり南仏プロヴァンスに住み、本を書きはじめる。2007年の処女作『一度も植民地になったことがない日本』（講談社＋α新書）が20万部を超えるベストセラーとなり、エッセイストとしてのデビューを果たす。65歳であった。
その後、前向きに活動を続け、2012年４月、第11作めを刊行。日本とフランスを行き来する生活をしていたが、現在は母親の介護のため、日本にいる時間が長くなっているという。

## 著作
1. 一度も植民地になったことがない日本（講談社＋α新書、2007年 ）
2. 地震がくるといいながら高層ビルを建てる日本（講談社＋α新書、2008年）
3. 意外に日本人だけ知らない日本史（講談社＋α新書、2009年）
4. フランス流〈肉食〉恋愛術（新潮社、2009年）
5. 還暦、プロヴァンス、ひとりぼっちで生きる（講談社、2010年）
6. 発見! ヨーロッパが驚く「本当は感情豊かな日本」（講談社＋α新書、2010年）
7. フランス流「おばあちゃんの知恵」（光文社、2011年）
8. 今さら英語を勉強しなくても、グローバル・エリートになれる39のルール（東洋経済新報社、2011年）
9. フランス流 節電の暮らし（幻冬舎、2011年）
10. フランス流 ケチに見えない贅沢な節約生活（PHP研究所、2011年）
11. 日本人を操る8つの言葉（角川書店、2012年）
12. 外国語には訳せないうつくしい日本の言葉（あさ出版、2015年）
13. 日本人なら知っておくべき「日本人」の名前（講談社＋α新書、2016年）